# Igreja Católica na África do Sul
A Igreja Católica na África do Sul é parte da Igreja Católica universal, em comunhão com a liderança espiritual do Papa, em Roma, e da Santa Sé. Sendo um país pacífico e que respeita a liberdade religiosa, há poucas razões para esperar uma mudança drástica na realidade católica sul-africana. Contudo, a imigração crescente proveniente de zonas de crise noutras partes da África, que inclui países islâmicos como a Somália, traz consigo um potencial de conflito.

## História

### Colonização
A Igreja Católica chegou à África do Sul quando, no século XV, exploradores portugueses buscavam uma rota mais curta para o Oriente. Em 1488, Bartolomeu Dias contornou o Cabo da Boa Esperança. Os portugueses fincaram cruzes de pedra em vários locais ao longo da costa, como no Lago Santa Lúcia, Porto Natal, dentre outros locais que ainda ostentam nomes católicos dados pelos portugueses. Em 1635 uma igreja católica foi construída na foz do Rio Umzimkulu, na costa de Natal. Contudo, a presença católica na região terminou em meados do século XVII, depois que Jan van Riebeeck fundou a Cidade do Cabo, em 1652. Os calvinistas neerlandeses (chamados bôeres) que imigraram para a região eram surpreendentemente intolerantes ao catolicismo e expulsaram todos os padres e missionários, causando o total desaparecimento da vida católica até o século XIX.

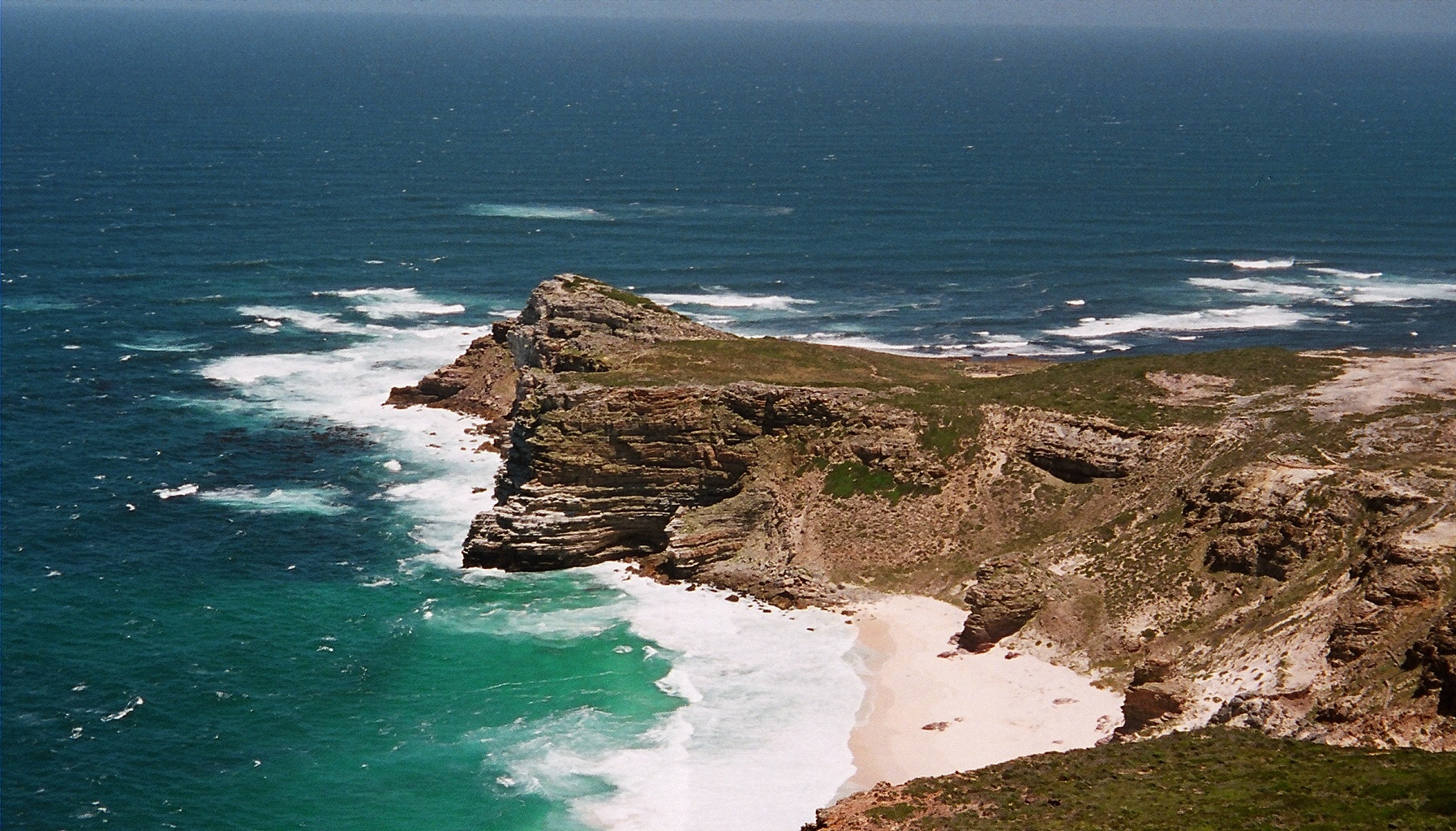
Cabo da Boa Esperança.

A Inglaterra ocupou o Cabo em 1795, recebendo posse permanente com o Tratado de Paris em 1814. Despejados da região, os bôeres tiveram de ir para o norte no que ficou conhecido como a Grande jornada, e fundando a República Sul-Africana e o Estado Livre de Orange. Em 1804, três padres neerlandeses chegaram ao território e um deles, Joannes Lansink, foi nomeado prefeito apostólico, no entanto, os britânicos expulsaram os três sacerdotes em 1805. A tolerância britânica à Igreja aumentou na década seguinte e, em 1818, Edward Bede Slater, O.S.B., de Ampleforth, Inglaterra, foi nomeado vigário apostólico do Cabo da Boa Esperança, Madagascar e Ilhas Vizinhas (incluindo Austrália e Nova Zelândia). Incapaz de residir na colônia do Cabo, Slater foi nomeado o primeiro vigário apostólico de Maurício em 1819, e voltou a visitar o Cabo em 1820, deixando o padre Scully, um irlandês, que construiu a primeira igreja em 1822, encarregado da missão. Em 1837, o Vicariato do Cabo da Boa Esperança foi separado de Maurício, e Patrick Griffith, OP, tornou-se o primeiro bispo residente. Uma vez que a divisão territorial havia sido estabelecida, começou de fato a evangelização da população nativa da África do Sul. À medida que as congregações cresciam, o vicariato do Cabo foi separado nas regiões leste e oeste em 1847, e foi criado o Vicariato de Natal em 1850 e confiado aos oblatos de Maria Imaculada (OMI). O bispo Marie Jean Allard, OMI, Vigário Apostólico de Natal entre 1850 e 1873, inaugurou os esforços missionários entre as tribos zulu e basuto. Com a descoberta de minas de diamantes e campos de ouro, imigrantes de muitos países chegaram à África do Sul após 1867, e em 1886 foram criados o Vicariato Apostólico do Estado Livre de Orange e a Prefeitura Apostólica de Transvaal. Em 1910, após a Segunda Guerra dos Bôeres, todas as colônias da região se uniram sob o domínio britânico e, 12 anos depois, o Papa Pio XI estabeleceu uma delegação apostólica para a África do Sul, com sede em Pretória. A hierarquia atual foi estabelecida em 1951.

### Independência e Apartheid

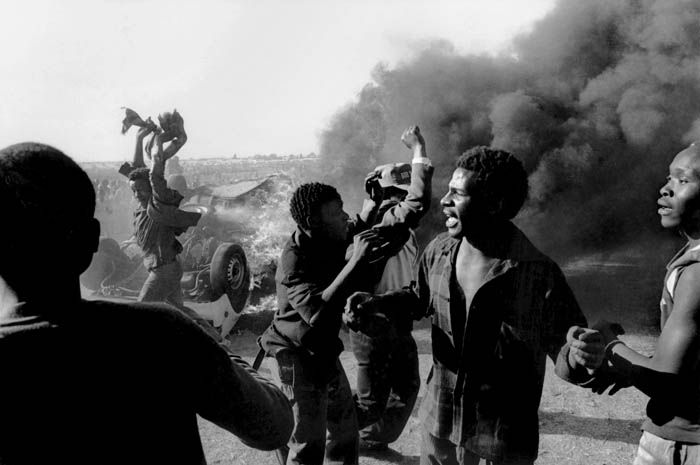
Protesto antiapartheid nos anos 1980.

Após as eleições de 1948, o Partido Unido assumiu o poder na África do Sul, implementando a política do apartheid em 1952 pelo primeiro-ministro Daniel François Malan e apontada como um meio de preservar a identidade cultural de cada uma das muitas "nações" que constituíam a região, mantendo as raças separadas. O brutal assassinato de negros durante o Massacre de Sharpeville, ocorrido em 1960, concomitantemente à luta pela independência do país, serviu como símbolo para o mundo da severa repressão sob esse sistema. Em fevereiro de 1977, a Conferência dos Bispos Católicos Sul-Africanos (SACBC) pediu mudanças drásticas na organização da sociedade sul-africana, além de advogar reformas dentro da própria Igreja. Sobre o racismo, a organização declarou que "a única solução [...] consiste em conceder plenos direitos humanos e de cidadão a todas as pessoas na República, não por escolha por motivos falsos de cor, mas por motivos da humanidade comum de todos os homens, ensinados por Nosso Senhor Jesus Cristo". Em setembro do mesmo ano, o líder do movimento Consciência Negra, Stephen Biko, morreu espancado enquanto estava sob custódia policial. O governo agiu para suprimir os tumultos e críticas à morte de Biko, encarcerando quase todos os líderes negros, exceto os nomeados pelo próprio governo. Entre os líderes negros presos estava o padre Smangaliso Mkhatshwa, secretário-geral interino da SACBC. Após quatro meses de prisão, Mkhatshwa e outros prisioneiros foram libertados, mas severas restrições foram impostas a seus movimentos e atividades. Denis Hurley, arcebispo de Durban foi membro do Comitê Preparatório Central do Concílio Vaticano II, é considerado como um dos clérigos católicos mais eminente da história sul-africana. Ele foi nomeado bispo aos 31 anos e também foi um líder da oposição ao regime do apartheid. A política proposta pela Igreja era contrária à política do governo e até considerada ilegal em vários aspectos. Até mesmo dentro da própria Igreja existia um conflito entre os adeptos do Movimento de Consciência Negra (incluindo muitos padres negros) e as autoridades brancas da Igreja, centradas em questões sobre até que ponto a Igreja deveria assumir uma posição política contra o governo. Outras comunidades religiosas também lutavam com esses conflitos em seus núcleos.

### Democracia e fim do regime

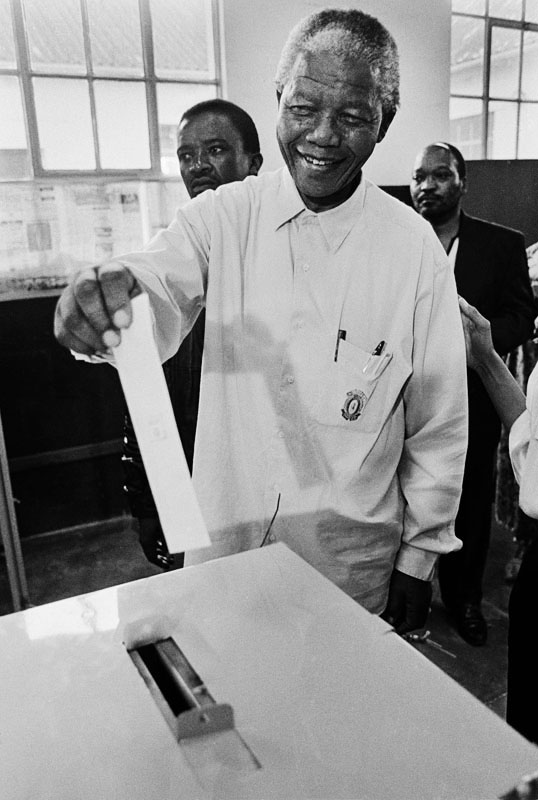
Nelson Mandela votando nas eleições de 1994.

Em 1991, um grupo chamado Apostolado Africâner concluiu e publicou, após 29 anos, a tradução em africâner da primeira edição do Sacramentário e Lecionário. A opinião pública internacional aliada a um governo branco mais moderado conseguiu pôr fim ao apartheid ano início dos anos 90, e em abril de 1994, o congresso branco entrou para a história em uma votação que findou o regime segregacionista. Nelson Mandela foi empossado como o primeiro presidente negro da África do Sul. Em 1997, a Igreja admitiu que, embora não tenha dado apoio às políticas do apartheid, poderia ter feito mais para evitá-las. Durante uma reunião entre o presidente Mandela e o Papa João Paulo II, em 1998, Mandela comentou que "ninguém entre nós pode esquecer o que a Igreja fez no ensino e na assistência à saúde de nossos filhos, quando ninguém mais estava fazendo isso".

## Atualmente
Em 2000, havia 746 paróquias na África do Sul, atendidas por 398 padres diocesanos e 749 religiosos. Outros religiosos incluíam 215 irmãos e aproximadamente 2.940 irmãs, cada um servindo a crescente população católica da região e algumas das quais administravam as 249 escolas primárias e 115 secundárias da Igreja em todo o país. Apesar do fim do apartheid, os líderes da Igreja agora se viram obrigados a enfrentar publicamente o racismo contra a crescente população muçulmana da África do Sul, que havia se tornado o foco de violência dispersa. Ironicamente, a Igreja também se viu obrigada romper com o novo governo de raça mista, devido às visões liberais implementadas, como legalização do aborto em 1996. A Igreja respondeu com uma campanha abordando o direito à vida. Apesar disso, as relações entre Igreja e Estado permaneceram amigáveis. Feriados católicos como o Natal e a Sexta-feira Santa são feriados públicos nacionais.
Em 2017 a Igreja da África do Sul, de Botsuana e da Suazilândia começaram a preparar as celebrações dos 200 anos da chegada do catolicismo à região, as quais ocorreram em 2018. O ponto que marca essa chegada é a criação do Vicariato Apostólico do Cabo da Boa Esperança, pelo Papa Pio VII em 7 de junho de 1818. A Conferência dos Bispos Católicos do Sul da África afirmou que "Desde então, a presença da Igreja Católica tem crescido até o ponto de que agora há 28 dioceses e um vicariato apostólico [sujeitos à Conferência Episcopal]". As celebrações se iniciaram com uma Missa na Catedral de Nossa Senhora da Fuga ao Egito, na Cidade do Cabo, em 25 de junho. As escolas católicas também se prepararam para celebrações ao longo do dia 10 de junho de 2018. Nesse dia também todas as igrejas católicas dos três países tocaram seus sinos e celebraram Missas ao meio-dia. Em 2018 o presidente Jacob Zuma renunciou ao cargo, e os bispos católicos receberam com agrado essa notícia, além de oferecerem apoio ao novo governo de Cyril Ramaphosa.
Em 26 de janeiro, na paróquia Rainha do Mundo de Soweto, a SACBC lançou um novo plano pastoral para as igrejas de seus países, com o tema: "Evangelizando a Comunidade ao serviço de Deus, da Humanidade e de toda a Criação". O anúncio foi feito por Dom Sithembele Sipuka, bispo de Mthatha e presidente da SACBC. Até então, o plano pastoral de vigorava era de 1989, e o tema era: "Comunidade, ao serviço da Humanidade". Dom Sipuka afirmou que este plano também foi bem sucedido na atenção às necessidades das pessoas na região ao longo de anos em que vigorou. Em 22 de janeiro de 2020, teve início a assembleia plenária dos bispos da SACBC, Dom Sipuka afirmou que o órgão quer valorizar a participação dos leigos nas comunidades, e que "Somos todos batizados e todos enviados a evangelizar". Ele agradeceu pelo diálogo do governo atual com a Igreja, sobretudo na questão dos migrantes e refugiados, e elogiou o trabalho que tem sido feito sobre a igualdade entre homens e mulheres e sobre os benefícios sociais dados às pessoas com dificuldades econômicas, embora "ainda falte muito por fazer".

## Organização territorial

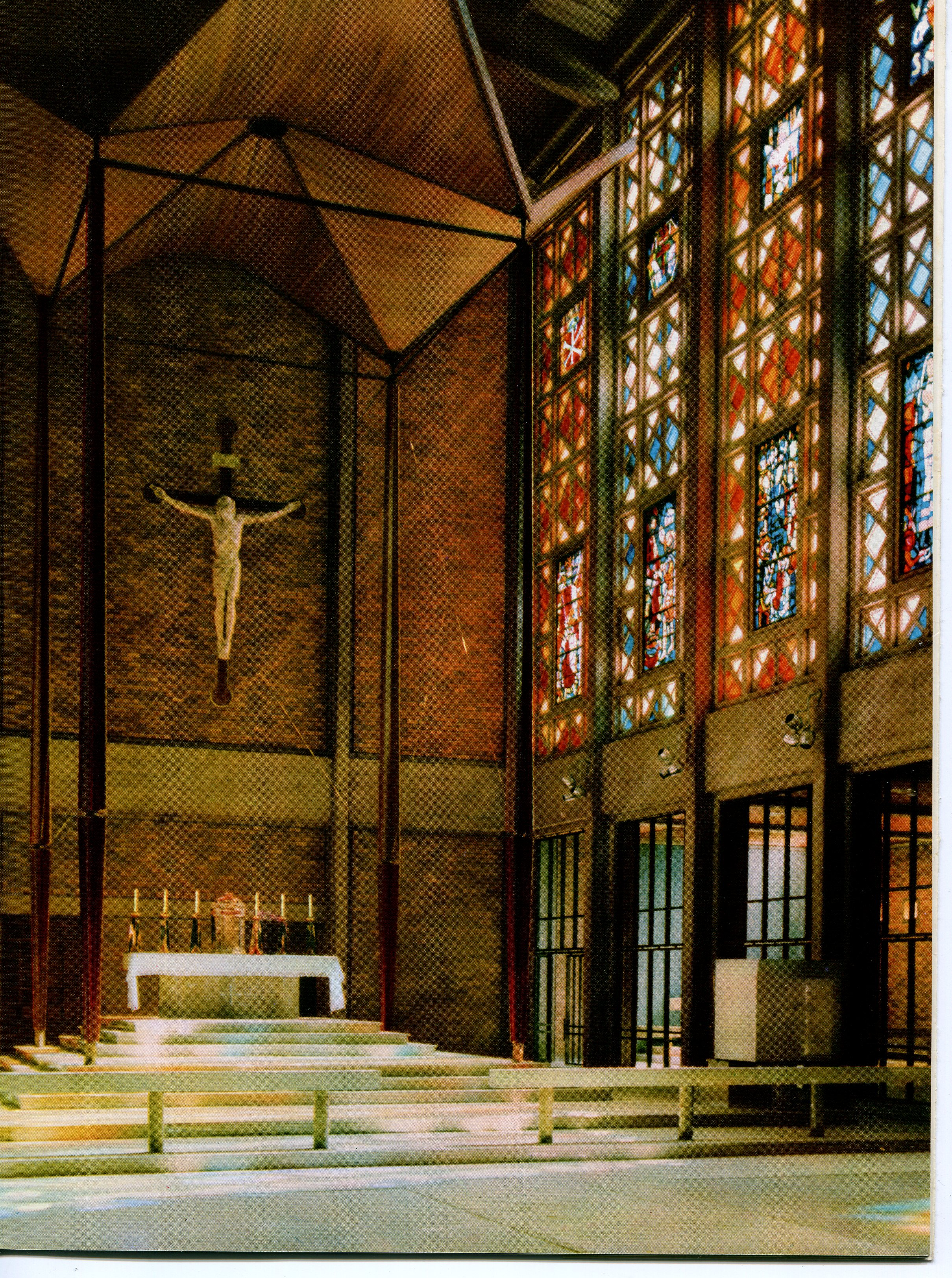
Interior da catedral do Cristo Rei, em Joanesburgo.

A Igreja Católica sul-africana consiste em cinco arquidioceses, 20 dioceses, um vicariato apostólico e um ordinariato militar. As cinco províncias eclesiásticas são:
- Arquidiocese de Bloemfontein
  - Diocese de Bethlehem
  - Diocese de Keimoes-Upington
  - Diocese de Kimberley
  - Diocese de Kroonstad
- Arquidiocese da Cidade do Cabo
  - Diocese de Aliwal
  - Diocese de De Aar
  - Diocese de Oudtshoorn
  - Diocese de Port Elizabeth
  - Diocese de Queenstown
- Arquidiocese de Durban
  - Diocese de Dundee
  - Diocese de Eshowe
  - Diocese de Kokstad
  - Diocese de Mariannhill
  - Diocese de Mthatha
  - Diocese de Umzimkulu
- Arquidiocese de Joanesburgo
  - Diocese de Klerksdorp
  - Diocese de Witbank
  - Diocese de Manzini (esta é sufragânea, porém cobre o território de Essuatíni)
- Arquidiocese de Pretória
  - Diocese de Polokwane
  - Diocese de Rustemburgo
  - Diocese de Tzaneen
  - Diocese de Gaborone
  - Diocese de Francistown (estas duas últimas são sufragâneas de Pretória, porém estão localizadas em Botsuana)
- Vicariato Apostólico de Ingwavuma
- Ordinariato Militar da África do Sul

## Conferência Episcopal
A reunião dos bispos da África do Sul, de Botsuana e de Essuatíni formam a Conferência dos Bispos Católicos do Sul da África (SACBC), que foi criada em 1958.

## Nunciatura apostólica
A Delegação Apostólica da África foi criada em 7 de dezembro de 1922, e teve seu nome alterado para Delegação Apostólica da África Austral em 1935, e, finalmente para Nunciatura Apostólica da África do Sul em 25 de junho de 1994.

## Visitas papais
A África do Sul foi visitada pelo Papa São João Paulo II entre os dias 16 e 18 de setembro de 1995. Na Missa celebrada em Joanesburgo no dia 17 de setembro, o Pontífice afirmou:
| “ | Todos os anos, em 1º de janeiro, a Igreja celebra o "Dia Mundial da Paz", a fim de chamar a atenção para esse imenso bem e implorá-lo onde quer que esteja faltando: como na Europa, nos Bálcãs; e na África, especialmente em Ruanda e Burundi, Sudão, Argélia e até recentemente na República da África do Sul por causa do apartheid. Toda a Igreja está consolada e as pessoas em todos os lugares se alegram com a mudança que ocorreu na África do Sul nos últimos anos. Vendo o que está acontecendo aqui, homens e mulheres de bem esperam que também em outras partes deste continente, e em todo o mundo, a violência dê lugar ao diálogo e ao acordo, e as vidas de homens, mulheres e crianças inocentes não estejam mais em perigo por razões que, na maioria das vezes, não compartilham nem compreendem. | ” |
|   | — Papa São João Paulo II em sua homilia na Missa celebrada em Joanesburgo. |   |

## Santos

### Beatos
- Beato Benedito Daswa: Nascido Tshimangadzo Samuel Daswa, em Mbahe, província de Limpopo, no dia 16 de junho de 1946, foi criado em meio à tribo dos lemba, um grupo étnico e religioso que observa leis e rituais judaicos tradicionais. Em viagem Joanesburgo à procura de emprego, Daswa conhece um jovem cristão e passa a frequentar círculos de amigos católicos. Regressando a Mbahe, começa a receber catequese por dois anos, e é batizado no dia 21 de abril de 1963, com o nome cristão de Benedito, e com muita devoção a São Bento de Núrsia. Em 1980, casou-se com Shadi Eveline Monyai e Tiveram oito filhos. Daswa ficou conhecido por quebrar a tradição da época, ajudando a sua esposa nas tarefas domésticas. Ele chegava a ser alvo de comentários, que diziam que estava "enfeitiçado". Em novembro de 1989, a região em que morava foi castigada com chuvas torrenciais, que causaram danos severos. Líderes locais afirmavam que as tempestades eram consequência de "magia negra", e em janeiro de 1990, passaram a cobrar uma taxa dos moradores, a fim de contratar um curandeiro e "identificar o bruxo responsável pela maldição". Daswa se recusou a pagar, já que a doutrina católica proíbe a participação de feitiçaria. Muitos viram sua resistência como um ataque às crenças tradicionais da comunidade. No dia 2 de fevereiro daquele ano, voltando de carro para casa, Daswa encontrou a estrada bloqueada por uma árvore caída, e foi apedrejado por um grupo de jovens enquanto limpava o caminho. Ainda ferido, deixou o carro à procura de ajuda em uma cabana próxima. Quando os agressores chegaram à cabana, ameaçaram matar as donas da casa, caso elas não revelassem onde Daswa estava escondido. Por isso, ele saiu de seu esconderijo e pergunta-lhes por que queriam matá-lo. Sem responder, espancaram Daswa até a morte, e a seguir jogando água fervente sobre sua cabeça.[16][17]